# Святий Ельм
Святий Ельм (також відомий як Еразм Формійський) — християнський мученик та єпископ IV століття. Він є покровителем моряків і часто асоціюється з природним явищем, званим вогні святого Ельма.

## Коротка біографія
Еразм народився III столітті у регіоні, який зараз є частиною Італії. Під час гонінь на християн при імператорі Діоклетіані він зазнав жорстоких тортур, але, згідно з легендою, чудовим чином уникнув смерті. Пізніше його знову заарештували і стратили 303 року.

## Зв'язок Ельма з морем
Після смерті святий Ельм став покровителем моряків. За легендою моряків Середземномор'я, Ельм помер на морі під час сильного шторму, перед смертю пообіцявши морякам, що з'явиться їм у тому чи іншому вигляді, щоб повідомити, чи судилося їм врятуватися. Незабаром після цього на щоглі з'явилося дивне світіння, що моряки сприйняли як знак від святого.

## Вшанування пам'яті
Сьогодні[коли?] святого Ельма шанують у католицькій та православній традиціях. На його честь названо церкви, фортеці (наприклад, Кастель-Сант-Ельмо в Неаполі) і навіть астрономічні явища.

## Пам'ятки
- Кастель-Сант-Ельмо, Неаполь.